# Coseos
Los coseos (en griego antiguo: Κοσσαίοι) eran un pueblo nómada que vivía en las montañas de los Zagros. A los ojos de los autores griegos, principales fuentes de información sobre este pueblo, parecían feroces bárbaros. Aunque reconocían la soberanía de los aqueménidas, seguían siendo autónomos dentro del Imperio aqueménida. Esta autonomía estaba garantizada por el control de los desfiladeros a lo largo de uno de los caminos reales que unían Susa con Ecbatana. Una vez al año, los jefes coseos se reunían con el Gran Rey y recibían regalos a cambio del paso de la caravana real por la región y el suministro de un contingente para unirse al ejército aqueménida de Darío III. Estas sutiles relaciones se pusieron en entredicho cuando Alejandro Magno conquistó el Imperio aqueménida; el conquistador y sus sucesores antigónidas y luego seléucidas intentaron integrar a los cosos en los imperios griegos que ejercían autoridad sobre la región: Alejandro lo consiguió en 323 a. C. Antígono I Monóftalmos fracasó en 317 a. C. Tras este fracaso, los seléucida sno hicieron ningún intento serio de someter a este pueblo, que fue mencionado por última vez en las fuentes en la década de 160 a. C.

## Los coseos en la historia

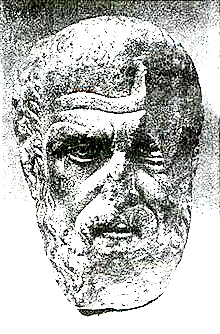
Las fuentes helenísticas, la mayoría de las cuales se han perdido, fueron retomadas por Flavio Arriano, dándole información precisa sobre este pueblo

### Historiografía
Siguiendo los pasos de Vincenc Prasek, la historiografía sitúa a los coseos entre los indoeuropeos. Sin embargo, como señala Pierre Briant, esta interpretación ha sido puesta en duda desde principios del siglo XX, en particular debido a la existencia de una élite de arqueros.
Las opiniones difieren en cuanto a sus vínculos con los cisios. Daniel Potts enumera las diferentes opiniones. Algunos, como Carl Ferdinand Lehmann-Haupt y George Glenn Cameron, consideran que los cisios y los coseos son dos pueblos distintos. Otros como Friedrich Delitzsch y Adolf Billerbeck ven los dos nombres como variantes de un mismo etnónimo, que deriva del acadio Kaššu o casitas.
Pierre Briant utiliza el ejemplo de los coseos y los uxios para mostrar la necesidad de tener en cuenta la perspectiva distorsionada de las fuentes grecorromanas. Éstas deben considerarse en el contexto de los aqueménidas. Un nuevo análisis de estas fuentes, así como del Tigris (Katarraktai), demuestra que los coseos no eran «bandoleros» de las montañas para el rey aqueménida Darío III. Basándose en tablillas halladas en Persépolis, Wouter Henkelman afirma que las tribus pastoriles de los montes Zagros podrían haberse beneficiado de intercambios en forma de cereales o vino a cambio del suministro de animales necesarios para los sacrificios religiosos en la capital.

### Localización

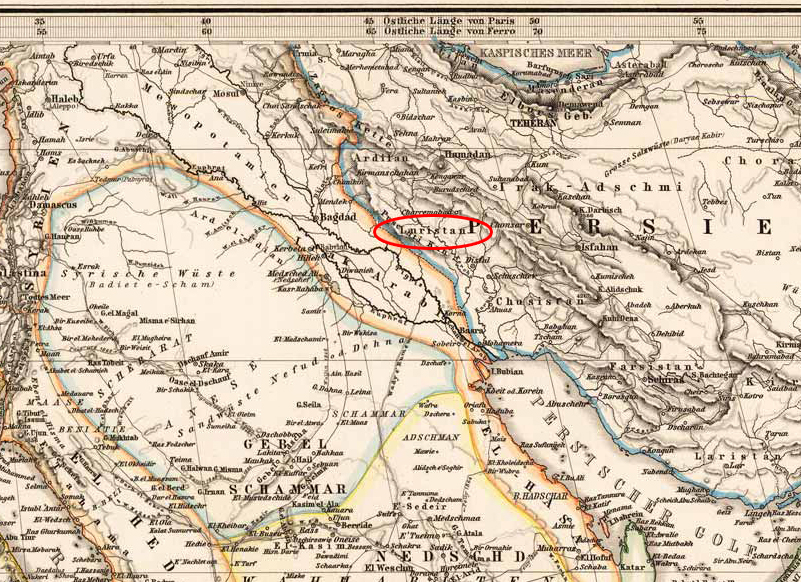
Luristán (marcado en rojo) en un mapa de Oriente Próximo de 1875.

Existen diversas fuentes sobre la ubicación de Cosea, la región donde viven los cosos.
Nearco, el primer griego que los conoce de primera mano, los sitúa en un territorio vecino de los medos y afirma en otro lugar que también son vecinos de los uxios. Sus textos, que se han perdido, se conocen por los resúmenes de Estrabón en la Geografía y de Arriano en la Anábasis de Alejandro Magno.
Estrabón sitúa a Cosea cerca de «donde viven los medos», es decir, Media, sin dar más detalles. Diodoro Sículo, haciéndose eco de Polibio, sitúa su hábitat en Luristán, a lo largo del camino directo pero escarpado que une Susa con Ecbatana, a lo largo del cual controlan algunos desfiladeros secundarios, lo que los convierte en vecinos de los medos y los uxios. Por último, Claudio Ptolomeo sitúa a Cosea cerca de Asiria },}}
El territorio que ocupaban fue descrito por Estrabón como pequeño, pobre y árido; esta descripción permitió al geógrafo explicar sus expediciones de saqueo contra las poblaciones vecinas.

## Estilo de vida

### Bárbaros
Según fuentes antiguas, los coseos eran el epítome de la barbarie absoluta. Vivían en cuevas y se alimentaban de frutos de la caza y la recolección. Según Diodoro Sículo, se alimentaban de bellotas, setas y productos de la caza. Sin embargo, parece más probable que este pueblo nómada se dedicara a la ganadería ovina y bovina. Para sobrevivir, los coseos aumentaron el número de incursiones de saqueo contra sus vecinos, según Diodoro Sículo, y Estrabón, que los presenta como temibles saqueadores, muy audaces.
Estas prácticas, junto con el aislamiento en el que vivían, llevaron a las fuentes griegas y romanas posteriores, en particular a Plutarco en sus Vidas paralelas, basado en fuentes griegas perdidas, a presentar al pueblo coseo como animales que debían ser civilizados.

### Organización social
Los coseos se organizaban en pequeñas comunidades rurales, agrupadas en torno a un terroir, como los pueblos vecinos. Estas comunidades estaban sometidas a dinastías locales, que eran los interlocutores privilegiados e independientes del rey aqueménida. Estas comunidades vivían de la tierra; Claudio Ptolomeo menciona aldeas que fueron abandonadas por refugios menos accesibles durante las incursiones macedonias de Alejandro Magno y luego de Antígono el Tuerto. Estrabón describe un modo de vida completamente distinto, retratándolos como un pueblo revoltoso: Viviendo en cuevas, los coseos renunciaron a trabajar la tierra, realizando constantes expediciones de saqueo para complementar su dieta de cazadores-recolectores

## Los coseos y las potencias regionales de su época

### Autonomía dentro del Imperio aqueménida
Pueblo rebelde y autónomo dentro del Imperio aqueménida, los coseos mantuvieron una relación de «hostilidad declarada» con los reyes aqueménidas.
Cobraban un peaje al gran rey durante su viaje anual a la región, una desviación que le alejaba de la carretera principal que unía Susa y Ecbatana, las dos capitales del Imperio aqueménida. Además de este derecho de paso, el gran rey hacía regalos de honor a los notables coseos, que se erigían en sus interlocutores privilegiados. Sin embargo, este tributo se pagaba a cambio de la provisión de un contingente que se emplearía en los ejércitos aqueménidas, ya que los coseos gozaban de fama de ser formidables guerreros, y del reconocimiento de la soberanía aqueménida. Así, un contingente coseo estuvo presente en la batalla de Gaugamela, situado en el centro del ejército aqueménida.
Su territorio fue codiciado por los gobernantes persas y posteriormente helenísticos por sus recursos madereros.

### Conquista de Alejandro Magno

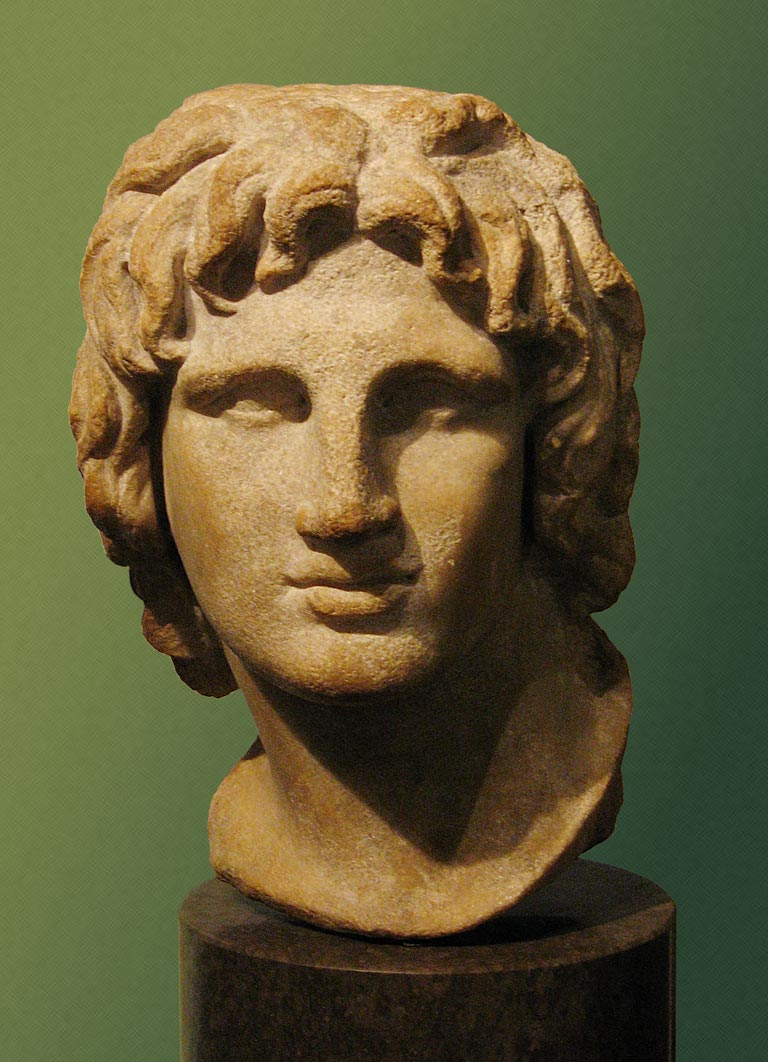
Alejandro Magno sometió a los coseos en 323 a. C., tras una rápida campaña, y luego los puso bajo su control directo.

En un principio, la conquista de Media por los griegos no generó ninguna interacción entre los conquistadores y los coseos, ya que estos últimos permanecieron en gran medida fuera de las regiones controladas por los griegos. Sin embargo, la conquista de Alejandro Magno cambió la relación entre los coseos y los gobernantes helenísticos.}
Los coseos fueron reducidos por Alejandro Magno al final de su reinado, entre finales del 324 y principios del 323 a. C., durante una campaña de cuarenta días llevada a cabo tras la muerte de Hefestión, su favorito. Envió tropas ligeras para someterlos rápidamente, durante operaciones comparadas con cacerías por Plutarco y que resultaron en la masacre de todos los hombres en edad militar.}
El estatus de este pueblo en el imperio de Alejandro sigue siendo desconocido, pero parece que, habiendo sido subyugados por la fuerza de las armas, ya estaban activos bajo la tutela del conquistador. El pago de tributos y el suministro de soldados son pruebas de esta dependencia legal: un contingente coseo estaba presente en el ejército real reunido por Peucestas poco antes de la muerte de Alejandro. Sin embargo, según Arriano y Plutarco, la dependencia directa de los coseos del poder real enmascaraba en realidad unos lazos muy laxos entre el rey y este pueblo.
Para controlar a los coseos, Alejandro multiplicó el número de fundaciones de ciudades situadas en las afueras de la Cosea y en diversos puntos estratégicos, con el fin de controlar eficazmente el territorio ocupado por este pueblo. Pierre Briant analiza estas fundaciones de ciudades, mencionadas por Polibio, Diodoro Sículo y otros, como la construcción de una red de ciudades, como la construcción de una red de fortalezas establecidas en puntos estratégicos del territorio de los coseos y destinadas a controlar el acceso.

### Independencia durante el periodo helenístico
La muerte de Alejandro no detuvo los intentos de someter a este inquieto pueblo; de hecho, durante las guerras de los diádocos, a su paso por Media, Antígono I Monóftalmos, no queriendo exculparse del regalo real aqueménida a los coseos, atacaron a este pueblo en 317 a. C. para hacerse con el control directo de los accesos al camino real, sin éxito según Diodoro Sículo : El autor insiste, de hecho, en la dureza de la resistencia de los coseos, con el resultado de numerosos muertos en el ejército de los diádocos.
La conquista del territorio coseo por Alejandro Magno modificó los vínculos entre este pueblo y el poder real. Los aqueménidas habían establecido formas de explotación del territorio cosaco basadas en el suministro de lo que este pueblo tenía en abundancia, es decir, guerreros; los seléucidas, en cambio, aspiraban a la imposición de un tributo, destinado a remunerar a su ejército de mercenarios. En consecuencia, los seléucidas nunca pretendieron integrar a los coseos en su imperio, sino simplemente controlar los accesos al camino real que unía Susa con Ecbatana, atravesando las regiones controladas por los coseos. Esta política dio lugar a la fundación de la ciudad de Laodicea, aunque no puso en cuestión la fuerte autonomía de la que gozaban las poblaciones establecidas en sus inmediaciones.
Así, durante todo el período helenístico de ocupación de Media, los coseos disfrutaron de una independencia real, beneficiándose de la holgura de la red seléucida en los montes Zagros. El tributo debido al rey y a sus representantes ya no se recaudaba sistemáticamente, mientras que el control seléucida sobre el territorio coseo variaba según los periodos de dominación seléucida en Irán occidental. En la década de 160, cuando el poder seléucida en las Altas satrapías experimentaba un proceso de descomposición que desembocaría en la expulsión de los seléucidas de Irán, los coseos, aliados con los elimaidos, participaron en las guerras que marcaron la historia de esta región. De hecho, proporcionaron un contingente de 13 000 arqueross al rey de Elimais, Camnisquires, cuyo ejército se lanzó entonces a la conquista de Susa en 147 a. C.